# Корисні копалини Північної Америки
Корисні копалини Північної Америки

## Загальна інформація
Серед континентів Кордильєри Півн. Америка займає провідне місце за запасами вугілля, залізних руд, ільменіту, руд вольфраму, молібдену, рідкісноземельних металів, свинцю, срібла, цинку, бариту, калійних солей, азбесту, графіту, 2-е місце за запасами нафти, природного горючого газу, самородної сірки (після Азії), руд літію і міді (після Південної Америки), золота, платиноїдів, сурми, фосфоритів (після Африки), 3-є — за запасами урану, ніобію, танталу, флюориту. Тут зосереджені також значні запаси руд берилію, кобальту, нікелю і інш.
Енергетичні ресурси. Пошуково-розвідувальне буріння на нафту і газ в Північній Америці ведеться з 1859 року. До сьогодні виявлено понад 80 нафтогазоносних басейнів, відкрито понад 19 тисяч нафтових і 10 тисяч газових родовищ. Запаси нафти і газу зосереджені головним чином у США, Канаді і Мексиці. Нафтові родовища відомі також в Гватемалі, на Кубі в Тринідаді і Тобаго. Найбільшим в Північній Америці є унікальний Мексиканської затоки нафтогазоносний басейн. Суттєві запаси мають Пермський та Зах. Внутрішній нафтогазоносні басейни, Уїллістонський, а також басейни Іллінойський, Мічиганський, Гудзонової затоки, Баффіно-Лабрадорський і інш. У Зах.-Канадському бас., крім запасів звичайної, враховуються запаси т.зв. синтетичної нафти, що видобувається з бітумінозних пісків району Атабаска. У Півн. А. (г.ч. США) є великі родов. нафтоносних сланців.

## Окремі корисні копалини
Вугілля. У Півн. А. (г.ч. США) зосереджено понад половину загальних запасів всіх типів вугілля країн Заходу. За даними Statistical Review of World Energy запаси кам'яного вугілля Півн. А. на 2000 р. становлять 24,2 % світових. Найбільший вуг. бас. — Аппалачський. Важливе промислове значення мають Іллінойський, Пенсильванський вугільні басейни, басейни Грін-Рівер, Паудер-Рівер, Форт-Юніон, Техаський і Західний, Мічиганський та Юінта.
Найбільшими запасами урану володіють Канада та США — відповідно 13,1 та 4,3 % світових запасів (1998).
Основна частина запасів залізних руд пов'язана з докембрійськими залізистими кварцитами з 25-55 % Fe (родов. Верхнього озера залізорудного бас., а також п-ова Лабрадор). Магнетитові і гематитові контактово-метасоматичні руди (50-60 % Fe) складають б.ч. запасів Мексики, є також в канадських Кордильєрах. Магматичні, переважно титаномагнетитові родов.(30-40 % Fe) відомі в Канаді і США.
Запаси марганцевих руд залягають головним чином в осадових рудах (25-45 % ) родов. Мексики (0,8 % підтв. світових запасів — 1998).
Титанові руди в представлені магматич. родов. переважно ільменіт-магнетитових руд і розсипами ільменіту і рутилу. Запаси хромових незначні (менше 1 % світових).
Алюмінієві руди представлені г.ч. бокситами. Бл. 80 % загальних запасів бокситів укладено в карстових родов. Ямайки.
Основна частина підтверджених запасів ванадієвих руд укладена в родов. США. Запаси вольфрамових руд зосереджені в Канаді, США, Мексиці і Гватемалі. Бл. 70 % запасів вольфраму укладено в шеєлітових скарнах родов.: Тангстен, Маунт-Плезант (Канада), Пайн-Крік, Мілл-Сіті (США) і Ель-Феномено (Мексика).
Запаси золотих руд зосереджені г.ч. у США зосереджені (66 %), в Канаді (24 %), Мексиці (7,4 %), Домініканській Республіці (1,6 %). Осн. промислове значення мають гідротермальні золото-рудні родов. жильних, прожилково-вкраплених і вкраплених руд золото-кварцового, золото-сульфідно-кварцового, золото-сульфідного і золото-срібного типів. Значні запаси золота, особливо в Мексиці і Сальвадорі, укладені в комплексних сульфідних рудах Cu, Zn, Pb, Mo, Ni, W, Fe, U. Бл. 10 % золота добувають з золотоносних алювіальних розсипів, найбільшими з яких є Ном, Хот-Спрінгс, Клондайк.
Осн. запаси кобальтових руд зосереджені в Канаді (57 %) і США (19,5 %), де пов'язані г.ч. з комплексними рудами сульфідних мідно-нікелевих родовищ. Кобальтвмісними є латеритні нікелеві родов. у Домініканській Республіці, Гватемалі, на Кубі. а також кора вивітрювання деяких марганцевих родов.
Більше половини запасів міді Північної Америки укладено в родовищах США, на частку Канади припадає 24 %, Панами — 11 %, Мексики — 10 %. Основні — родовища мідно-порфірових руд, сконцентровані в межах Тихоокеанського мідно-порфірового пояса. Значні запаси міді пов'язані зі стратиформними родовищами мідистих пісковиків і самородної міді (Верхнє озеро), а також з родовищами колчеданих, мідно-нікелевих і мідно-скарнових руд.
У Півн. А. зосереджені великі запаси молібдену (бл. 25 % світових, 1998). Найбільші його запаси у США (понад 60 % загальних запасів континенту) і Канаді. 0сн. запаси молібдену знаходяться у власне молібденових рудах (0,06-0,5 % Mo) родов. порфірового типу США і Канади. Подібне родов. відоме в Ґренландії. Біля чверті запасів молібдену пов'язано з комплексними мідно-порфіровими рудами США, Канади, Мексики і Панами, (0,015-0,1 % Mo).
Запаси нікелевих руд Північної Америки складають понад 25 % світових. Вони зосереджені г.ч. у Канаді (понад 60 %), та на Кубі, також є в Гватемалі, Домінік. Республіці. Понад 70 % запасів зосереджено в рудах магматичних сульфідних мідно-нікелевих родов. (0,8-3,11 % Ni) Садбері, Лінн-Лейк, Томпсон і інш. Відомі також великі родов. срібно-нікель-кобальтових (Кобальт) і нікель-уранових руд. Куба володіє значними запасами нікелю, пов'язаними з родов. залізняка і нікелевих латеритних і серпентинітових руд (райони Нікаро, Моа).
Запаси олов'яних руд у Північній Америці незначні (до 1,5-1,8 % світових, бл. 110 тис.т, 1998) і зосереджені в Канаді (65 %) на великому родов. Іст-Кемптвілл (0,2 % Sn). Велике родов. каситерит-кварцової формації Лост-Рівер (0,25 % Sn) розвідане на Алясці. Олово попутно вилучають з корінних комплексних руд (0,01-0,6 % Sn) родов. Клаймакс, Салліван, Кідд-Крік.
За запасами МПГ у Північній Америці перед ведуть Канада (підтв. запаси 520 т) та США (310 т). Прогнозні запаси МПГ найбільші у США — 9-10 тис.т (все — на 1998). Запаси платинових руд (Pt, Pd, Ir, Rh, Os, Ru) в основному (90 %) пов'язані з родов. комплексних сульфідних мідно-нікелевих руд (0,1-1,5 г/т Pt). Найбільші родовища Канади (Садбері, Томпсон, Лінн-Лейк). У США платиноносні мідно-порфірові родов. (Бінгем і інш.). Значні ресурси платиноїдів пов'язані з комплексом Стіллуотер. Розсипні родов. локалізуються в межах платиноносного поясу, що тягнеться від пров. Квебек, через Юкон до Аляски (Гудньюс).
Родовища рідкісних і рідкісноземельних металів поширені г.ч. в Канаді і США. Запаси руд берилію становлять понад 60 тис. т (в перерахунку на ВеО), літію 2,7 млн т, ніобію 1,1 млн т, танталу 20,1 тис. т, рідкісноземельних елементів 5,1 млн т. Б.ч. запасів берилію укладена в бертрандитових рудах родов. Спьор-Маунтін (США), літію — в гранітних пегматитах Кінгс-Маунтін (США) і Валь-д'Ор (Канада), а також в розсолах оз. Сілвер-Пік (шт. Невада), в ропі оз. Сьорлс, ніобію — в карбонатитах родов. Сент-Оноре, Ока (Канада), танталу — в пегматитах Бернік-Лейк (Канада), рідкісноземельних елементів — в карбонатитах унікального родовища Маунтин-Пасс (США).
Запаси ртутних руд у Північній Америці порівняно малі — бл. 3,5 % світових. Вони зосереджені г.ч. у США (51,8 %) і Мексиці (33,3 %). Родов. телетермального і вулканогенного типів. Осн. промислове значення мають ртутні жильні і метасоматичні руди (0,1-1,5 % Hg) родов. Тихоокеанського складчастого пояса.
Запаси свинцевих руд у Північній Америці на 90-і рр. ХХ ст. становили понад 20 % світових. У США зосереджено 54,5 % загальних запасів свинцю і 44 % запасів цинку континенту, в Канаді відповідно 33,8 і 48 %, в Мексиці 10,9 і 6,4 %. Осн. запаси свинцевих і цинкових руд пов'язані зі стратиформними родов. (1,8 % Pb, 1,9-6,5 % Zn); родов. мідно-колчеданих (2-5,7 % Zn); колчеданно-поліметалічних (2 6,3 % Pb, 3-12,6 % Zn); метасоматичних свинцево-цинкових (0,6-10,6 % Pb, 1,9-10,1 % Zn); жильних свинцево-цинкових руд (3,7 5,5 % Pb, 5-6 % Zn).
У Північній Америці зосереджено бл. 25 % світових підтверджених запасів руд срібла. На частку США припадає 40 %, Мексики і Канади — бл. 58 %. Переважаюче значення в цих країнах мають комплексні, свинцево-цинкові, мідні, мідно-нікелеві і золоторудні родов. З власне срібних родов., особливо розвинених в США, найвідоміші родов. рудного району Кьор-д'Ален (Саншайн, Галина і інш.).
Запаси сурми (стибію) на континенті складають бл. 9 % світових. Вони розподілені так: Мексика (46,5 %), США (24,2 %), Канада (20,3 %); на частку Гватемали і Гондурасу припадає 9 % запасів П. А. Поряд з власне стибієвими, переважно жильними і метасоматич. рудами родов. Ель-Антимоніо (Мексика), Баббітт (США), Лейк-Джордж (Канада), значні запаси стибію укладені в комплексних родов. рудного району Кьор-д'Ален, а також в золото-стибієвих і свинцево-цинкових родов. Вайбернем (США), Анабела (Гватемала), Санта-Ріта (Гондурас).
Гірничохімічна сировина. У Півн. Амер. зосереджені значні запаси бариту (бл. 48 % загальних запасів країн Заходу), борних руд (19 %), калійних солей (бл. 60 %), самородної сірки (30 %), флюориту (21 %), фосфоритів (15 %). Запаси бариту залягають г.ч. у стратиформних родов. (50-90 % BaS04) в США. У Мексиці (37 % запасів П. А.) переважають жильні руди (Галеана). Відомі також розсипні родов. в США.
Майже 96 % запасів борних руд зосереджено в США, в озерних відкладах і в розсолах оз. Сьорлс. Запаси калійних солей (в перерахунку на К20) становлять укладені в девонських відкладах (25-28 % К20) басейнів Елк-Пойнт і Монктон (Сассекс, Солт-Спрінгс) в Канаді. У США осн. районом є Бонневілл (Кейн-Крік). Калійні солі містяться також в розсолах і ропі оз. Сьорлс і інш.
Понад 90 % запасів (180 млн т) самородної сірки Півн. Амер. (бл. 200 млн т, в тому числі підтверджені 165 млн т) зосереджено в Мексиці і США, де вони г.ч. пов'язані з великими епігенетичними родов. (15-50 % S) в ангідритових товщах, що перекривають соляні куполи на узбережжі Мексиканської затоки. Вулканогенні родов. представлені вкрапленими рудами (15 % S) Коста-Рики і сірконосними мулами (65 % S) оз. Іспако в Гватемалі.
Запаси флюориту у Півн. Амер. складають бл. 22 % світових (1998). Осн. запаси зосереджені в Мексиці (17 % світових), Канаді (1,5 %) і США (1,2 %), г.ч. на стратиформних родов. метасоматичних кальцит-флюоритових руд (60-90 % CaF2). Значні ресурси флюориту пов'язані з комплексними рудами. У Ґренландії відоме родов. природного кріоліту Івігтут.
Фосфатні руди Півн. Амер. представлені г.ч. фосфоритами, запаси яких складають бл. 7 % світових і зосереджені в США і Мексиці. Бл. 87 % запасів фосфоритів континенту містить Східно-Американська фосфоритоносна провінція з найбільшими родов. Центр. Флорида, Лі-Крік і інш. Значні запаси є у фосфоритоносному басейні Скелястих гір.
Нерудна індустріальна сировина. У надрах Півн. Амер. укладено понад 40 млн т хризотил-азбесту, 5 млн т кристаліч. і 30 млн т аморфного графіту. Б.ч. запасів (87 %) хризотил-азбесту зосереджена в Канаді. Найбільші родовища, що містять 10-25 % волокна, розташовані в межах офіолітового пояса Аппалач, а також у Тихоокеанському поясі. Осн. запаси (80 %) кристалічного і всі запаси аморфного графіту Півн. Амер. пов'язані з метаморфогенними родов. Мексики. Є також родов. в Канаді і США. На континенті є великі пегматитові родов. мусковіту — в США (Блу-Рідж, Спрус-Пайн) і Канаді (Паран). Дрібнолуската слюда укладена у формації слюдяних сланців.
Країни Півн. Америки мають числ. родов. нерудних будівельних матеріалів: піщано-гравійної сировини, бентонітових глин, гіпсу, вапняку, доломіту, кварцового піску, діатоміту, різноманітного облицювального і декоративного каменя і інш.
Дорогоцінні і виробні камені у Півн. Амер. представлені великими родов. сапфіру (Його-Галш), бірюзи (Вілла-Гров), нефриту (Омінек), опалу (Керетаро), кунциту, турмаліну, берилу (Пала). Пром. родов. алмазів у Півн. Амер. відсутні.

## Гірнича промисловість
Країни Півн. Америки являють собою один з осн. регіонів з видобутку мінеральної сировини у світі. У кінці ХХ ст. континент займав 1-е місце з видобутку нафти, природного газу, кам. вугілля, руд урану, міді, свинцю і цинку, нікелю, вольфраму, молібдену, срібла, літію, рідкісних металів, фосфоритів, калійних солей, сірки, азбесту, ільменіту; 2-е — за зал. рудами, рудами ванадію, кобальту, ртуті, золота, металів платинової гр., ніобію і флюориту. Частка США у загальній вартості гірничої продукції континенту становила понад 65%, Канади бл. 20% і Мексики 15%. Невеликі держави, розташовані між Мексикою і Панамою, відіграють незначну роль гірн. промисловості. У Гватемалі добувають нікель і мідь, Сальвадорі — золото і срібло, Гондурасі — свинець, цинк, срібло, Нікарагуа — золото, срібло, Коста-Риці — золото і срібло, Домініканській Республіці — нікель, срібло, золото. На Ямайці добувають значну кількість бокситів, у Тринідаді і Тобаго розробляють нафт. і газові родов.